# AA (2ちゃんねる・5ちゃんねるカテゴリ)
AA（アスキーアート）は、匿名掲示板2ちゃんねる（2ちゃんねる (2ch.net)、2ちゃんねる (2ch.sc)、5ちゃんねる）のカテゴリの1つである。AAを扱う掲示板からなる。

## 歴史
- 1999年10月25日 馴れ合いカテゴリに顔文字板新設
- 2000年6月8日 馴れ合いカテゴリにモナー板新設
- 2002年2月13日 馴れ合いカテゴリにAA長編板新設
- 2002年10月14日 AAカテゴリ新設、それに伴い馴れ合いカテゴリから顔文字板・モナー板・AA長編板の移動
- 2002年12月22日 AAサロン板新設
- 2005年3月19日 ニダー板新設

## 掲示板
5個の板からなる。

### AAサロン板
アスキーアート（AA）に関する内容なら2chルールの範囲内で何でも書き込んで良い掲示板である。ノージャンルのAAのための板。正式名称「AAサロン＠2ch掲示板」。通称「AAサロン板」。ちなみに、名無しのデフォルト名は「名無しさん＠AAサロン」と読む。

#### 歴史
- 2002年12月22日　chocoサーバーにて新設される。
- 2003年2月15日　サーバー移転。(choco→ex3)
- 2003年4月14日　サーバー移転。(ex3→aa2)
- 2003年7月8日　サーバー移転。(aa2→academy2)
- 2003年7月15日　サーバー移転。(academy→aa2)
- 2004年2月5日　サーバー移転。(aa2→aa3)
- 2004年5月8日　サーバー移転。(aa3→aa4)
- 2004年6月25日　サーバー移転。(aa4→aa5)
- 2007年1月11日　サーバー移転。(aa5→aa6)
- 2007年3月23日　サーバー移転。(aa6→love6)

### モナー板
モナーなどのAAキャラクターに関連した数レス以下のAAを扱う板。正式名称「モナー大好き＠2ch掲示板」。通称「モナー板」。主に長編AA作品を扱うAA長編板とは区別される。全盛期には一日2500ほどの書き込みがあったが、虐殺スレッド乱立騒動をきっかけに過疎化が進んだ。

#### 歴史
- 2000年6月8日 mentaiサーバーにて新設される。
- 2000年8月13日 pizaサーバーに移転。
- 2001年7月26日 piza2サーバーに移転。
- 2001年12月29日 chocoサーバーに移転。
- 2002年4月18日 salamiサーバーに移転。
- 2002年5月25日 aaサーバーに移転。
- 2004年1月2日 aa3サーバーに移転。
- 2004年5月8日 aa4サーバーに移転。
- 2004年6月25日 aa5サーバーに移転。
- 2007年1月10日 aa6サーバーに移転。
- 2007年3月23日 love6サーバーに移転。
- 2010年8月2日 kamomeサーバーに移転。
- 2011年12月10日 toroサーバーに移転。
- 2014年5月23日 peaceサーバーに移転。
- 2016年3月1日 echoサーバーに移転。

### ニダー板
ニダーというAAキャラクターに関連する話題を扱う板。正式名称「ニダー大好き(仮)＠2ch掲示板」。通称「ニダー板」。
ニダーとは朝鮮人をイメージしたAAキャラであり、どちらかと言えば他国に対する卑下の意味合いの強いキャラである。
また、ニダーはモナーや、ギコ猫を除く、AAキャラクターの中で比較的古い部類に入る。

#### 歴史
- 2005年3月19日 ニダー板開設
- 2007年8月15日 NAVERにて、韓国人ユーザーがこの板に大量攻撃を仕掛ける書き込みが発生、この日を前後して、韓国からと思われるユーザーの書き込みが多発した。

### AA長編板
AAで作る物語に関する話題を扱う板。正式名称「AA長編＠2ch掲示板」。通称「AA長編板」。
基本的に、スレッドを立てた人間のみが制作したストーリーAAを貼る「ワンマンスレ」によって構成されるが、モナー板等に多く見られる、複数の作者がそれぞれ既存のキャラ、あるいは作者オリジナルのキャラを使用し、他者のストーリーを継承、または独自のストーリーを展開する「リレースレ」も少数ではあるが存在する。

### 顔文字板
顔文字や絵文字に関する話題を扱う板。正式名称「顔文字＠2ch掲示板」。通称「顔文字板」。
当初AAに関する板は顔文字板ただ一つであったので、2ちゃんねるなどでよく見られるアニメや漫画に関するアスキーアートの大半はこの板で作られていたが、モナー板、AA長編板、AAサロン板の新設などでそれらの板で作られるようになった。

#### 歴史
- 1999年10月25日 馴れ合いカテゴリに顔文字板新設
- 2002年10月14日 モナー板・AA長編板と共にAAカテゴリへ移動
- 2004年09月19日 IDが任意表示から強制表示に変更される